# Financiamento climático no Haiti

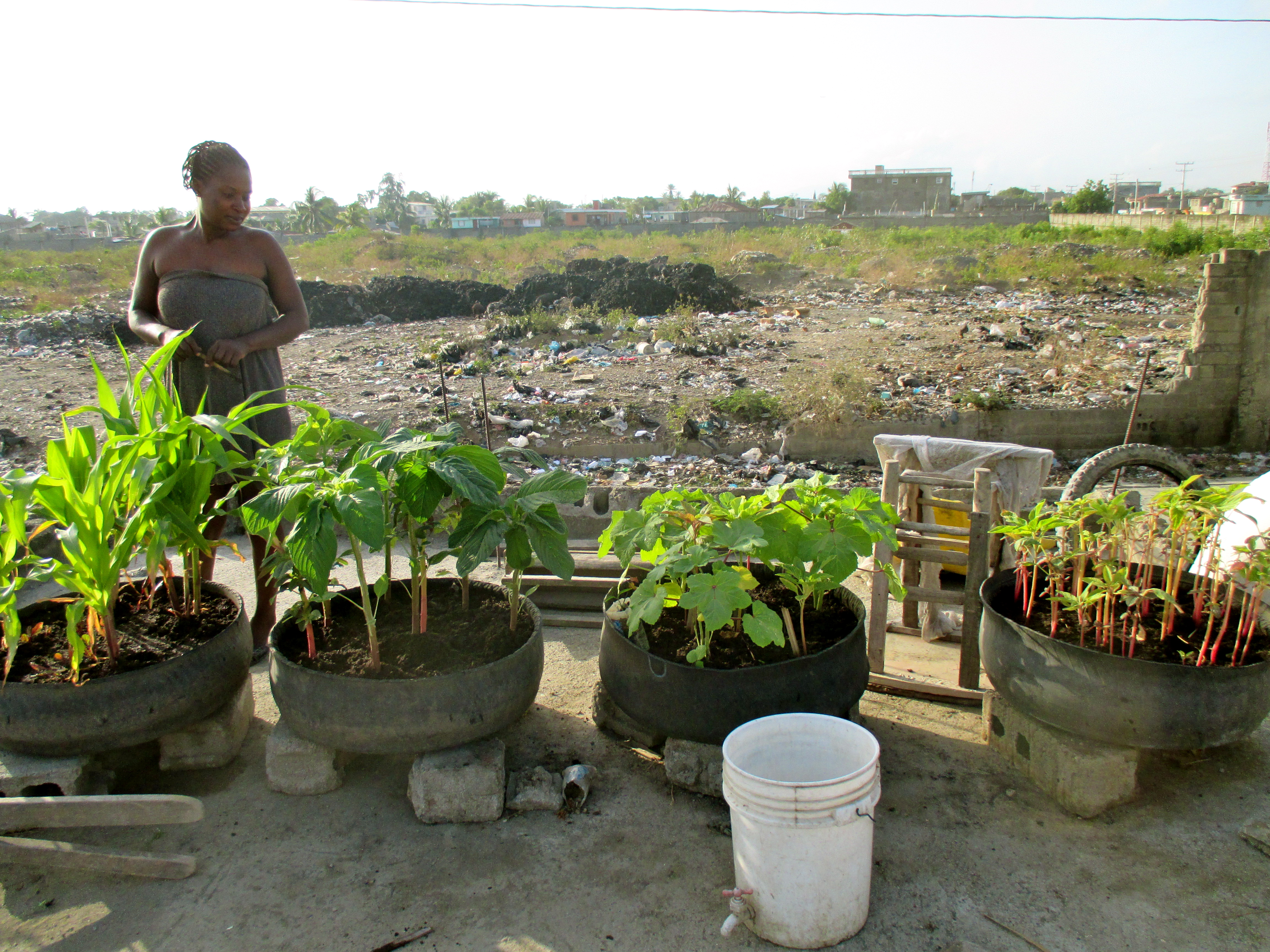
Local de treinamento do projeto SOIL, iniciativa de tratamento de resíduos no Haiti. O projeto consiste em tratamento resíduos para a produção de composto utilizado na agricultura e reflorestamento.

O financiamento climático no Haiti refere-se aos recursos financeiros para a adaptação e a mitigação das mudanças climáticas no país. Fragilizado por instabilidade política e localizado no Caribe em região propensa a desastres naturais, o Haiti é um dos países mais vulneráveis a eventos climáticos extremos, como furacões, inundações, secas e terremotos, sendo considerado também o país mais pobre do hemisfério ocidental.
Diante disso, o país depende fortemente de financiamento climático internacional, organizações não governamentais e cooperação multilateral para implementar as políticas de adaptação e mitigação previstas em sua Contribuição Nacionalmente Determinada.:1-2
Com 70% da população distribuída em um milhão de pequenas propriedades que dependem de culturas de subsistência, os impactos da degradação ambiental na economia e segurança alimentar do Haiti são severos. Setores como a saúde pública e infraestrutura também sofrem com a crise climática e fragilidade socioeconômica.

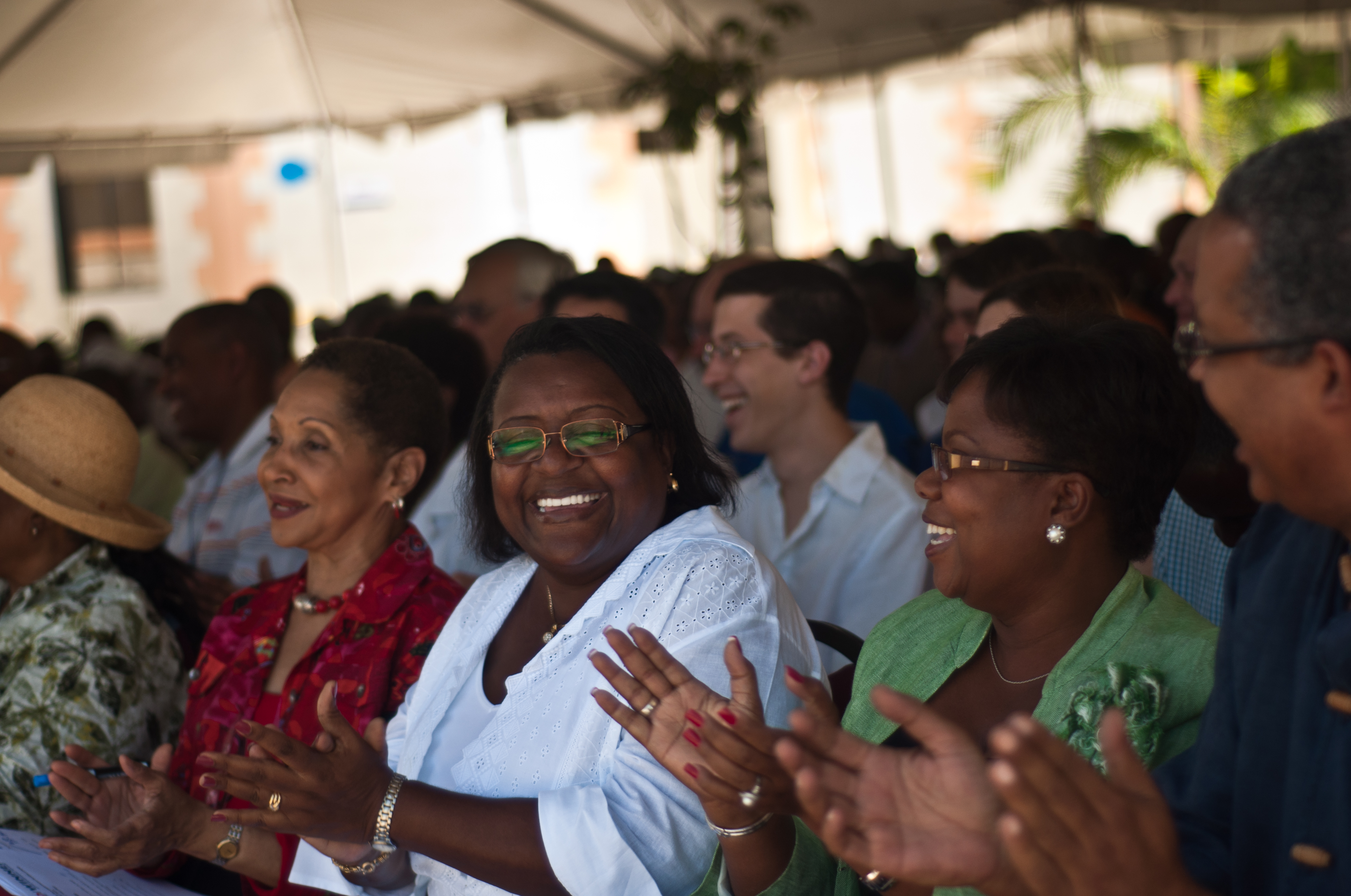
Inauguração do Centro de Desenvolvimento Rural Sustentável em Bas Boan, financiado pela USAID em 2011

Para o estabelecimento de marcos legais e institucionais, o Ministério do Meio Ambiente atua como entidade central na coordenação de políticas climáticas, com suporte de instituições internacionais como o Programa das Nações Unidas para o Desenvolvimento e o Fundo Verde para o Clima, que apoiam financiamento e capacitação, especialmente em contextos de instabilidade política e violência.:3 Países como a França, o Canadá, os Estados Unidos e a Noruega estão entre os fornecedores de assistência técnica e financeira.
Apesar de seu financiamento nacional limitado por sua fragilidade econômica representar a menor parcela das contribuições, o Haiti possui instrumentos como o Fundo de Intervenção de Urgência, financiado por uma dedução de 1% nos salários de funcionários públicos e privados que serve como mecanismo contingente para liquidez em emergências climáticas.:23 Para 2030, o governo haitiano aposta na criação de um fundo comum nacional para gestão de riscos de desastres, alimentado por recursos financeiros internos, visando proteger 30% dos investimentos públicos por meio de políticas de transferência de riscos.:51
Ocorrência média anual de riscos climáticos para 1980-2020 no Haiti.

Mapa da classificação climática de Köppen-Geiger do Haiti para o período de 1991-2020.

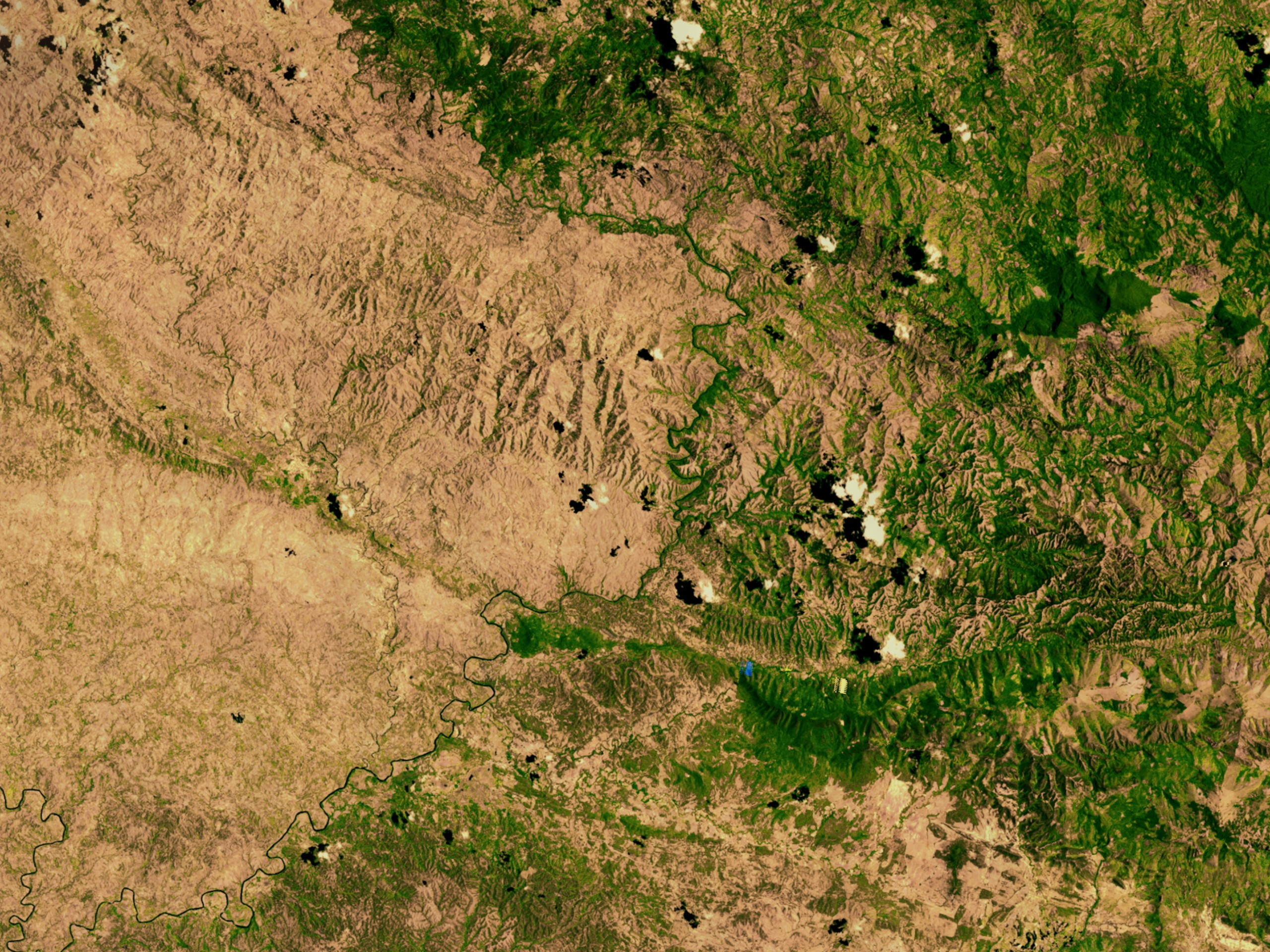
Imagem de satélite da fronteira do Haiti com a República Dominicana (à direita), ilustrando o desmatamento do território haitiano.

Segundo a classificação climática de Köppen-Geiger, o clima do Haiti pode ser dividido em: equatorial; monção; savana; árido quente e frio; semiárido quente e frio; mediterrânico de verão fresco; oceânico temperado; e subtropical de altitude com influência de monções. No período pré-colonial, a cobertura vegetal do país era extensa e muito diversa, uma vez que o estilo de subsistência dos Taínos era uma agricultura de conservação de ecossistemas que não causava danos de longo prazo na biodiversidade do país, dividido em seis ecorregiões distintas.:524-525
O desmatamento iniciou no período colonial, mas a devastação dos recursos naturais teve outro pico após a independência do país, quando este precisou pegar diversos empréstimos, ampliar sua área de produção de café e exportar madeira para quitar uma dívida de 150 milhões de francos imposta pelo governo francês em 1825. Segundo estimativas do The New York Times, a dívida de independência do Haiti foi muito além do valor inicial devido aos empréstimos, e esta só foi quitada em meados do século XX. Como consequência do extrativismo, o país possuía apenas um terço de cobertura vegetal em um estudo com dados de 2010-2011.
Apesar de representar apenas 0,009% das emissões de gases do efeito estufa no cenário mundial, o Haiti é extremamente vulnerável à crise climática, enfrentando desafios significativos devido à sua localização geográfica, fragilidade socioeconômica e dependência de setores sensíveis ao clima, como a agricultura.:519, 525 Sua exposição a eventos climáticos extremos, como furacões, secas prolongadas e inundações, agrava as condições de vulnerabilidade, impactando diretamente a saúde pública, a segurança alimentar e a infraestrutura do país. O Haiti foi um dos três países mais afetados por riscos climáticos entre 2000 e 2019 e, segundo o Índice de Adaptação Global da Universidade de Notre Dame, o país possui uma grande necessidade de investimento para enfrentar as mudanças climáticas e poucas iniciativas eficazes, colocando-o em uma situação de urgência e vulnerabilidade, especialmente nas áreas de tecnologia na agricultura, capacidade de reservatórios de água e número de médicos per capita.

### Fontes bilaterais

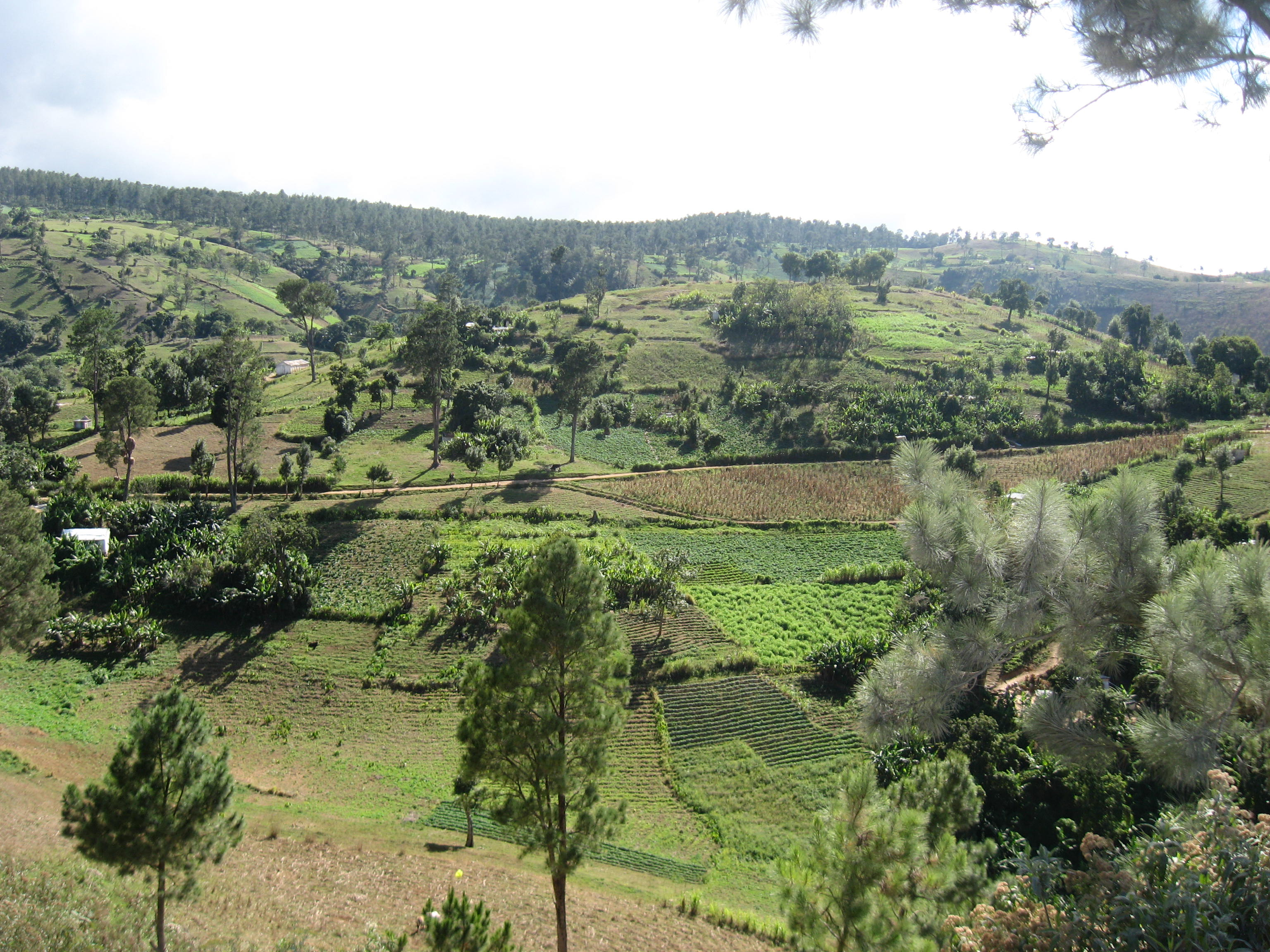
Paisagem entre Fonds-Verettes e Forêt des Pins

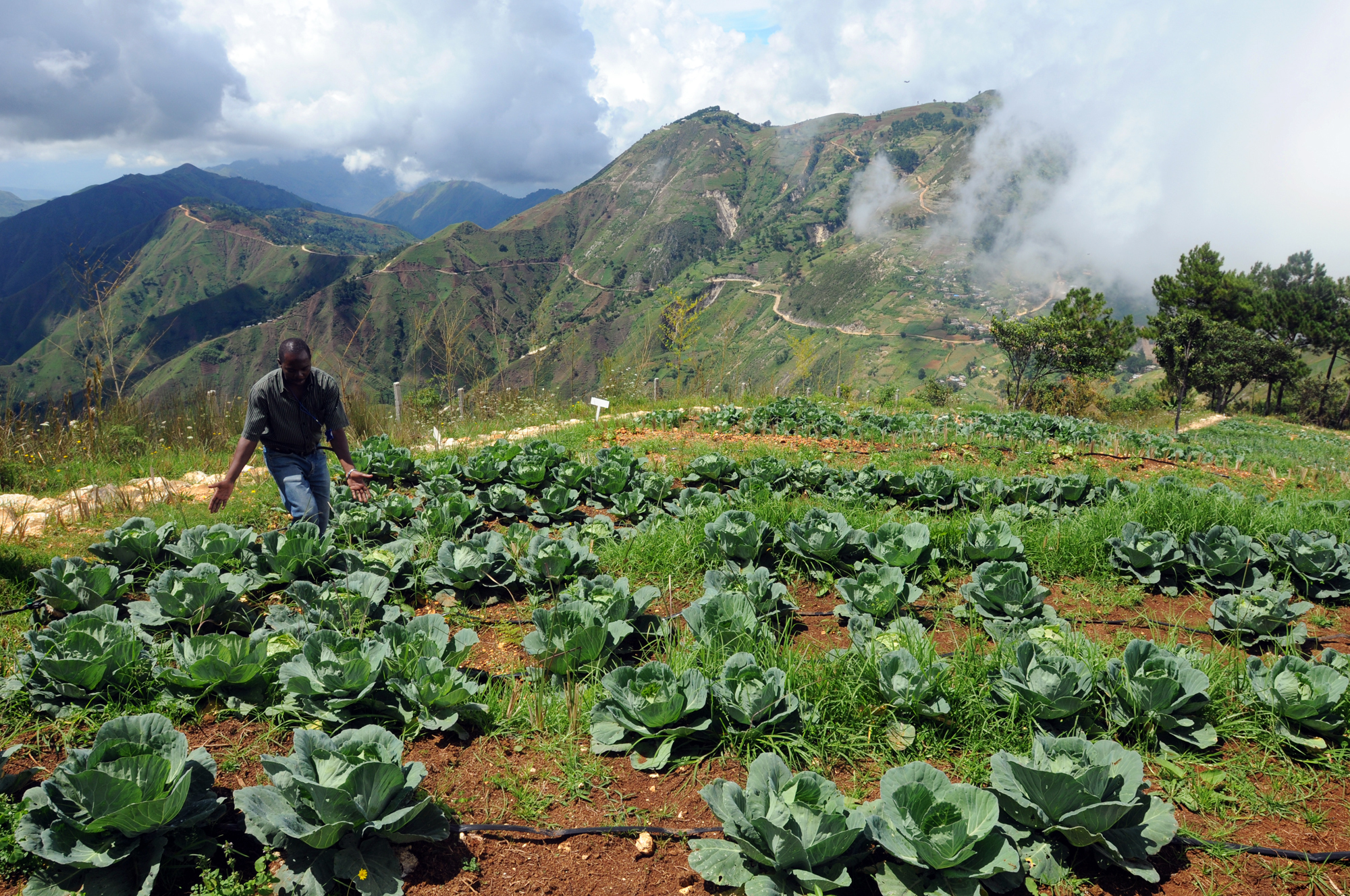
Plantação em local de treinamento para produtores rurais participantes do programa WINNER, implementado pela USAID

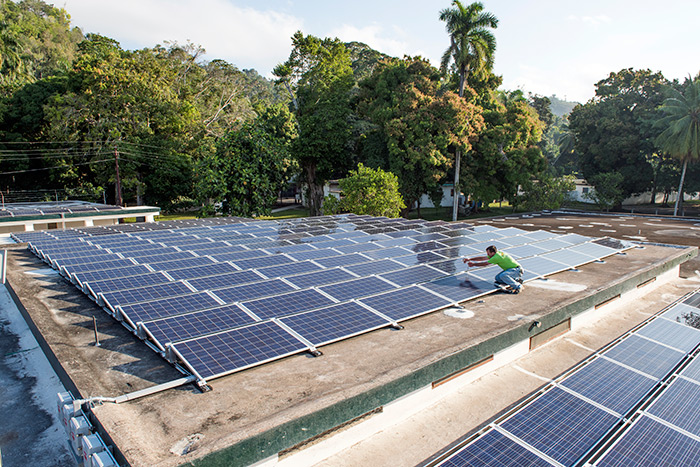
Painéis solares no Haiti

## Críticas e controvérsias

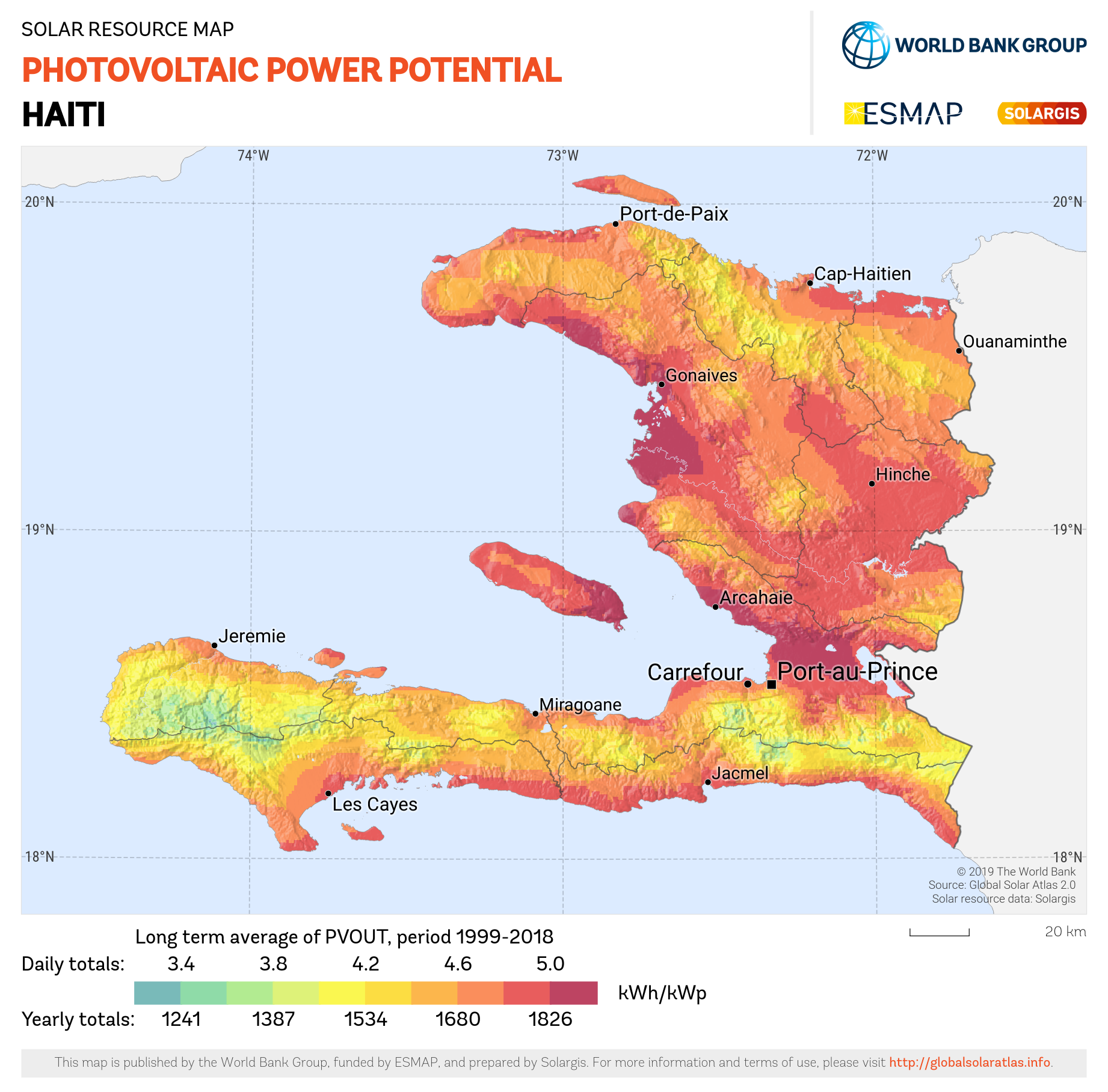
Mapa do potencial fotovoltaico do Haiti

### Impactos na saúde pública
As mudanças climáticas intensificam a incidência de doenças sensíveis ao clima no Haiti, incluindo doenças transmitidas por vetores, como malária, dengue e chicungunha, e doenças de veiculação hídrica, como cólera, tifoide e diarreia. Estudos apontam que as regiões oeste e central do país são particularmente suscetíveis a essas doenças devido a condições climáticas favoráveis à proliferação de vetores e à contaminação de recursos hídricos. Além disso, o aumento das temperaturas está associado a um crescimento de doenças crônicas sensíveis ao calor, como problemas cardiovasculares e respiratórios.
Na década de 2010, o Haiti sofreu a maior epidemia de cólera da história recente, agravada pelas condições ambientais pós-terremoto de 2010 e furacões como Tomas e Matthew, que ocorreram em 2010 e 2016, respectivamente. Segundo estimativas do Instituto de Justiça e Democracia no Haiti, a doença infectou mais de 769.000 pessoas, resultando em 9.200 fatalidades no intervalo de seis anos.

### Contexto socioeconômico

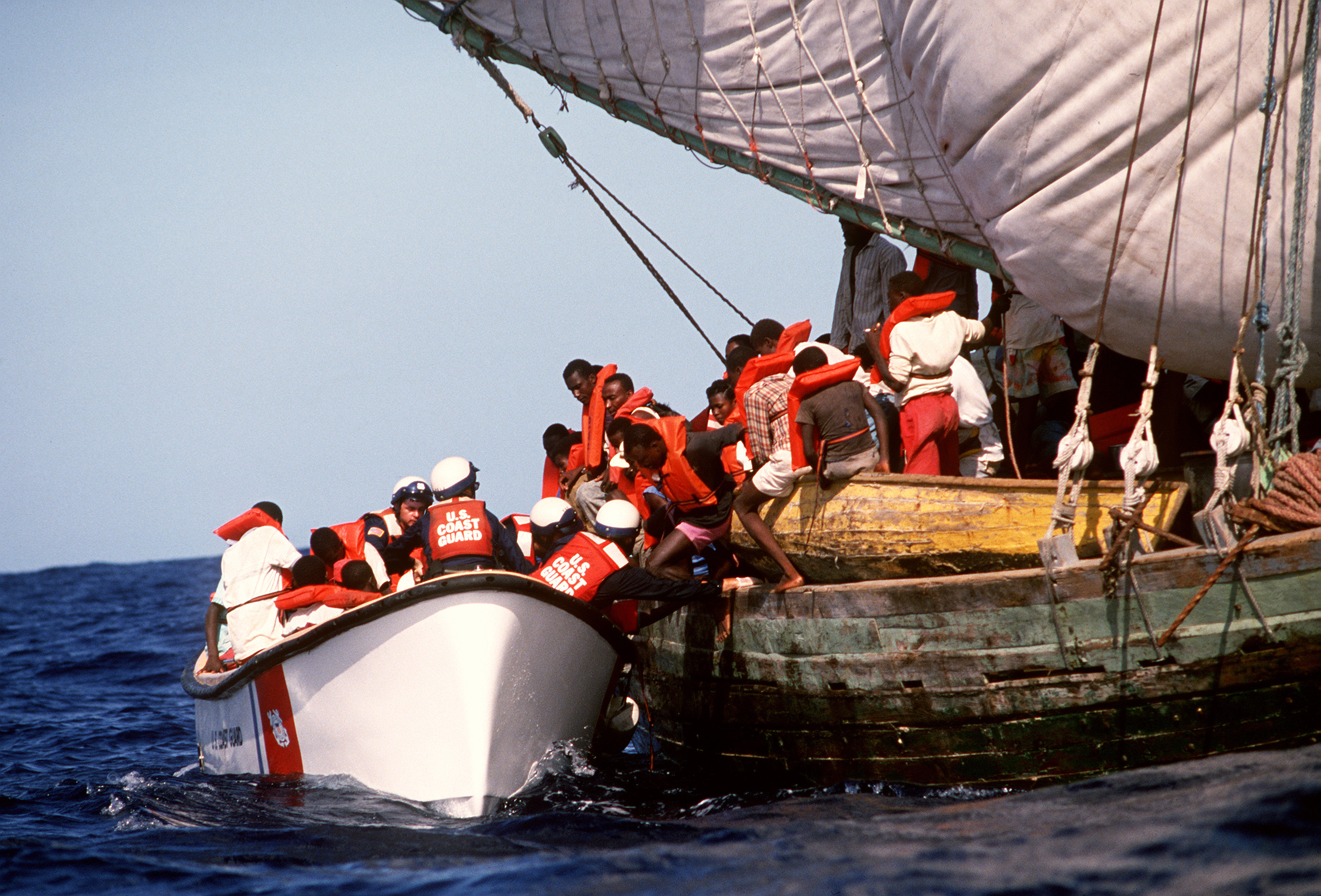
Refugiados haitianos em 1991. Os desastres naturais estão entre os principais motivos da diáspora haitiana

Segundo o Banco Mundial, o Haiti é o país mais pobre do hemisfério ocidental. Os desastres naturais estão entre os principais motivos da diáspora haitiana, juntamente com a instabilidade política e violência, agravada por mais de 150 gangues na região metropolitana de Porto Príncipe que ganharam força após o assassinato do presidente Jovenel Moïse em 2021.:1 Segundo a ONU, mais de um milhão de pessoas foram deslocadas por grupos criminosos, mais de 5.600 foram mortas em 2024 e a violência sexual contra crianças teve um aumento de 1.000% entre 2023 e 2024. No último ano, a economia do país caiu 4,2% e a vulnerabilidade climática do Haiti é agravada por sua fragilidade socioeconômica e instabilidade política, que dificultam a implementação de políticas de adaptação e mitigação.:58
A agricultura é um dos pilares da economia haitiana e enfrenta dificuldades devido à variabilidade climática. A redução das chuvas e o aumento das temperaturas, especialmente no oeste do país, comprometem a produtividade agrícola, aumentando a insegurança alimentar. Os pequenos agricultores compõem cerca de 70% da população, distribuída em um milhão de pequenas propriedades que dependem de culturas de subsistência e são particularmente vulneráveis às irregularidades das chuvas e às secas prolongadas. A implementação de estratégias de adaptação, como a introdução de práticas agroecológicas e estruturas anti-erosivas, também enfrenta desafios devido à limitada capacidade técnica e financeira nacional.
O setor energético no Haiti também reflete a instabilidade econômica do país. Segundo dados de 2022, 18,6% da matriz energética é composta por renováveis e apenas 49% da população possui acesso eletricidade. Devido à insuficiência no abastecimento energético, alternativas como lenha e carvão vegetal, usados principalmente para cozinhar, agravam ainda mais o desmatamento no país.
A gestão ambiental e o financiamento climático no Haiti são regidos por um quadro legal e institucional majoritariamente internacional, que busca equilibrar o desenvolvimento socioeconômico com a preservação dos recursos naturais, considerando a alta vulnerabilidade do país a desastres climáticos. Apesar do grande número de leis e acordos internacionais, a aplicação e atualização dos mesmos é frequentemente questionada.:19:48
O Ministério do Meio Ambiente (MDE) atua como entidade central na coordenação de políticas climáticas, com suporte de instituições internacionais como o Programa das Nações Unidas para o Desenvolvimento (PNUD) e o Fundo Verde para o Clima (FVC), que apoiam financiamento e capacitação, especialmente em contextos de instabilidade política e violência.:3 O Comitê Nacional de Mudanças Climáticas (CNCC) é o mecanismo de coordenação intersetorial e outras instituições chave incluem o Ministério da Agricultura (MARNDR), o Ministério da Saúde Pública (MSPP) e a Direção Nacional de Água Potável e Saneamento (DINEPA).:74
Em relatório conjunto, o Instituto Norueguês de Assuntos Internacionais (NUPI) e o Instituto Internacional de Pesquisa para a Paz de Estocolmo (SIPRI) destacam a necessidade de integrar clima, paz e segurança em políticas nacionais, com apoio ao Grupo de Segurança Climática do Haiti.:4 O Observatório Parlamentar de Mudanças Climáticas e Transição Justa da ONU, não possui dados sobre legislações ambientais vigentes no Haiti.

### Constituição de 1987

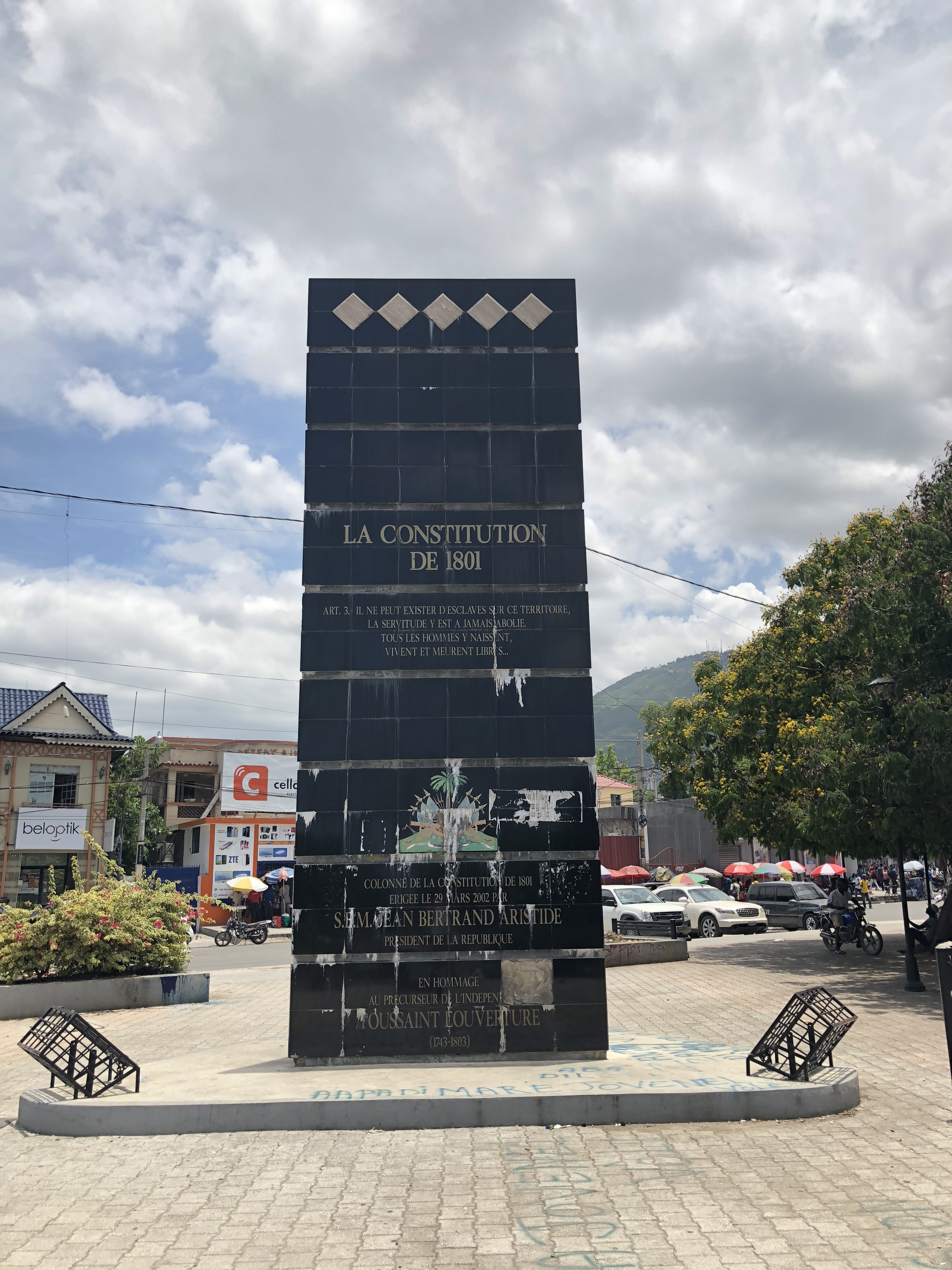
Monumento à constituição em Porto Príncipe

A constituição haitiana, promulgada em 1987 e amendada em 2012, estabelece os princípios fundamentais para a proteção ambiental, afirmando o direito a um meio ambiente saudável e sustentável como um direito humano básico em seu capítulo três. Ela enfatiza a responsabilidade do Estado em gerenciar recursos naturais e mitigar riscos ambientais, servindo de base para leis subsequentes relacionadas ao clima e desastres, como o decreto de 12 de outubro de 2005 sobre a "Gestão do Meio Ambiente e a Regulamentação do Comportamento dos Cidadãos e Cidadãs para o Desenvolvimento Sustentável", que trata sobre a gestão do patrimônio natural.:6 Ainda no terceiro capítulo, a constituição incentiva o uso de fontes renováveis de energia (solar e eólica) e prevê punição para violações da proteção da flora e da fauna locais. Entretanto, não há menção direta acerca de recursos financeiros para a preservação ambiental ou gerenciamento pós-desastres climáticos.:48

### Política Nacional de Luta contra as Mudanças Climáticas
A Política Nacional de Luta contra as Mudanças Climáticas ou PNCC (Politique nationale de lutte contre les changements climatiques), adotada em 2019, é um dos principais instrumentos nacionais no âmbito das mudanças climáticas, promovendo uma abordagem integrada que inclui mitigação, adaptação e financiamento climático. Essa política visa "colocar o Haiti no caminho do crescimento verde" até 2030, alinhando-se ao Plano Estratégico de Desenvolvimento de Haiti (PSDH) através de quatro pilares principais: "fortalecimento institucional, melhoria da governança, financiamento climático endógeno e ação efetiva para combater as mudanças climáticas".:6-7
A PNCC incorpora ainda princípios como transparência, descentralização, participação e responsabilidade comum, mas diferenciada, e prevê revisões periódicas para adaptar-se a prioridades nacionais e internacionais.:7

### Contribuição Nacionalmente Determinada
Com a ratificação do Acordo de Paris em 2016, o Haiti publicou sua primeira Contribuição Nacionalmente Determinada (NDC) em 2017 e atualizou-a em 2021, comprometendo-se com reduções de emissões de gases de efeito estufa de até 31% até 2030, sendo que 25,5% deste valor é condicionado a apoio internacional.:6, 23 A NDC integra adaptação em setores como agricultura, saúde, recursos hídricos, pecuária, pesca, turismo e educação, com ênfase em financiamento, transferência de tecnologias e reforço de capacidades.:43-46
O quadro institucional inclui o Comitê Nacional de Mudanças Climáticas (CNCC), coordenado pelo MDE, para monitoramento e implementação das metas estabelecidas.:51

### Plano Nacional de Gestão de Riscos de Desastres
Adotado em 2019, o Plano Nacional de Gestão de Riscos de Desastres 2019-2030, ou PNGRD (Plan national de gestion des risques de désastre 2019 - 2030), integra a redução de riscos de desastres com adaptação climática, alinhado ao Marco de Sendai para Redução de Riscos de Desastres com quatro eixos estratégicos: "melhorar o conhecimento sobre os riscos de desastres; fortalecer a governança dos riscos de desastres; desenvolver e utilizar mecanismos financeiros para construir a resiliência das comunidades, das estruturas públicas e privadas; e a melhoria da preparação para uma resposta eficaz e uma rápida recuperação após um desastre".:VI
O plano envolve instituições como a Direção de Proteção Civil (DPC) e comitês territoriais, promovendo prevenção, preparação e reconstrução resiliente, enfatizando o financiamento para infraestruturas essenciais e participação comunitária, considerando impactos climáticos como furacões e secas.:46, 59
Um dos órgãos nacionais mais importantes neste âmbito é o Sistema Nacional de Gestão de Riscos de Desastres (SNGRD), criado em 2001 na primeira versão publicada do PNGRD, após a passagem do furacão Georges em 1998 e maior visibilidade da gestão de risco climático no cenário internacional.:1

### Plano Nacional de Adaptação
O Plano Nacional de Adaptação 2022-2030 (PNA), financiado pelo FVC e apoiado pelo PNUD, delineia prioridades de adaptação às mudanças climáticas, com foco em setores como agricultura, água e saúde.:68 Ele estabelece um quadro legal e regulatório para adaptação, incluindo políticas setoriais e arranjos institucionais, com custos estimados de 980 milhões para colocar em prática as suas ações prioritárias.:71

### Financiamento público
O financiamento público nacional para ações climáticas no Haiti é limitado devido à fragilidade econômica do país, mas inclui alocações do tesouro público para cobrir parte dos custos de adaptação e mitigação, conforme previsto na NDC de 2021.:52 Especificamente, o governo haitiano compromete-se a financiar 20% dos custos de adaptação, equivalente a cerca de US$ 2,6 bilhões de um total de US$ 13 bilhões, e 10% dos custos relacionados a perdas e danos, cerca de US$ 498 milhões de um total de US$ 4,98 bilhões, por meio do tesouro público, priorizando a integração dessas despesas no orçamento nacional para o período de 2021-2030. O valor estimado para mitigação é de 4 bilhões de dólares, mas o governo haitiano não deixa claro quanto do montante pode ser alocado nacionalmente.:8
O Plano Nacional de Adaptação 2022-2030 reforça a necessidade de incorporar custos de adaptação ao orçamento nacional, utilizando instrumentos fiscais como impostos, reformas de subsídios e emissão de títulos verdes para mobilizar recursos domésticos, com colaboração entre ministérios como o de Economia e Finanças (MEF) e o de Planejamento e Cooperação Externa (MPCE).:73 Essas alocações visam apoiar setores prioritários como agricultura, água e saúde, embora o PNA reconheça que o financiamento público doméstico é insuficiente e deve ser complementado, mas não substituído, por fontes externas.:73-74
O Ministério do Meio Ambiente coordena as iniciativas locais, integrando-as ao Plano Estratégico de Desenvolvimento do Haiti (PSDH) para garantir previsibilidade financeira em ações de adaptação, uma vez que a dependência de recursos externos é apontada como um fator que atrasa o progresso das ações, deixando lacunas que seriam preenchidas por fontes públicas ou privadas nacionais.:49-50
O Fundo de Intervenção de Urgência, criado pela lei de 16 de setembro de 1966 e financiado por uma dedução de 1% nos salários de funcionários públicos e privados, serve como mecanismo contingente para liquidez em emergências climáticas, com planos para expandir sua base financeira para preparação de urgências.:23

### Financiamento privado
O setor privado no Haiti é incentivado a contribuir para o financiamento climático por meio de investimentos em práticas sustentáveis, embora sua participação também seja limitada pela instabilidade econômica e pela dependência de incentivos externos. A NDC de 2021 destaca a necessidade de estimular contribuições do setor privado, argumentando que os impactos das mudanças climáticas afetam diretamente os investimentos empresariais, com foco em áreas como agricultura climática inteligente e eficiência energética.:52, 54
No PNA, o financiamento privado doméstico é promovido por meio de responsabilidade social corporativa, onde empresas podem financiar ações que reduzem a vulnerabilidade setorial, como projetos agroflorestais e infraestrutura resiliente, exigindo sinais claros de políticas públicas para engajamento efetivo. Iniciativas como parcerias público-privadas (PPPs) são mencionadas em estratégias de adaptação, com o setor privado contribuindo para a resiliência em regiões vulneráveis, embora o financiamento privado nacional seja secundário em comparação com fontes públicas e internacionais devido à capacidade financeira limitada das empresas haitianas.:72-73
Entre as associações e iniciativas empresariais, destaca-se a Aliança para a Gestão de Riscos e Continuidade das Atividades (Agerca), formada por empresas privadas desde 2007, atua na inovação e soluções tecnológicas para gestão de riscos climáticos, com sugestões para expansão a outras entidades da sociedade civil.:19
A cooperação internacional no Haiti é extensa e diversas missões internacionais organizadas pela ONU já foram realizadas no país, tanto visando o estabelecimento da paz e democracia quanto para a gestão pós catástrofes climáticas. Entretanto, em casos como o da MINUSTAH, essas missões internacionais são cercadas de controvérsias por envolvimento em crimes e disseminação de doenças.
Para questões climáticas, a dependência de apoio técnico e financeiro internacional é crítica, dado que o país possui recursos limitados para enfrentar os desafios climáticos de forma autônoma.:60 Apesar disso, estudos apontam que o país é prejudicado na implementação das políticas e projetos de adaptação pela falta de uma entidade impelementadora nacional que centralize o acesso a fundos externos.

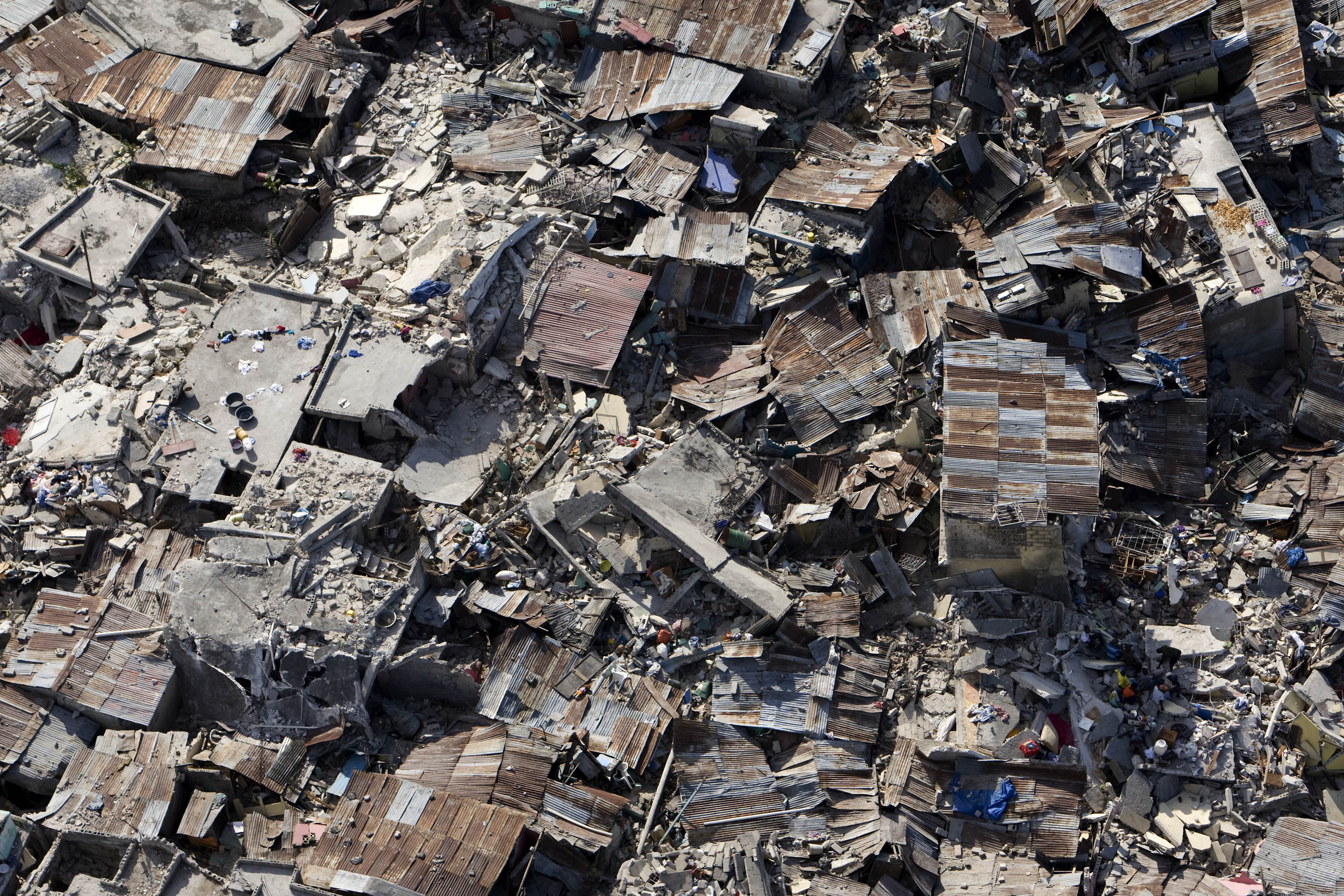
Danos causados pelo terremoto de janeiro de 2010

Especialmente após o terremoto em 2010, houve uma redução no financiamento externo para o próprio governo do Haiti. Apesar do governo ser o ator de recebimento preferencial, a ajuda externa costuma se apresentar através de fundos específicos, como o Fundo de Reconstrução do Haiti, organizado por endidades como o Banco Mundial e, principalmente, através de ONGs.:35 Segundo dados do Journal of Haitian Studies, a maioria das ONGs atuando no Haiti são internacionais e 51% das mesmas têm sede nos EUA.:39-40